# Ghiczy András
Ghiczy (vagy Ghyczy, Ghiczi, Géczy, Géczi) András (? – 1614) erdélyi fejedelemjelölt, Báthory Gábor fejedelemnek egyaránt volt a kegyeltje és az ellenfele; az 1610-es évek első felében az erdélyi történelem egyik ismert szereplője.

## Származása és családja
A szüleiről nincsenek hiteles adataink. A felesége Poltári Soós Zsuzsanna volt, a házasságukból több gyermek születhetett.

## Élete
A források többsége szerint Ghiczy 1590 és 1600 között munkácsi várkapitány (avagy tiszttartó) volt. Ghiczy nagy tekintélyre tett szert a hajdúk között (lehet, hogy kapitányságig is vitte közöttük). 1609 őszén, vagy később – pontosabb időpont nem állapítható meg – egy kanonokot meggyilkolt; emiatt Erdélybe menekült, ahol hamarosan Báthory Gábor fejedelem kegyeltje lett. Az azonban biztos, hogy már Báthory bizalmasai közé tartózott, amikor a fejedelem 1611. július 8-án, Brassó mellett, súlyos vereséget szenvedett IX. Radu (Radu Șerban) havasalföldi vajdától. A vajda egyrészt a Weiss Mihály főbíró által vezetett, Báthoryval szembe szegült, túlnyomó többségben szászok lakta Brassó segítségére vonult Erdélybe (a város tanácsa megtagadta a fejedelemnek és kíséretének a befogadását, attól tarva, hogy Szeben sorsára jut, amit Báthory 1610. decemberben csellel megszállt); másrészt azért, hogy megtorolja Báthory 1610. év végi – 1611. év elejei, havasalföldi betörését. Ugyanekkor, Báthory megbuktatása céljából, betört Erdélybe Forgách Zsigmond felső-magyarországi főkapitány, akinek az erdélyi rendekhez intézett felhívása visszhang nélkül maradt.
Az oszmánok ekkor még Báthory fejedelemségét támogatták, és 1611 szeptemberében, Báthory segítségére, török csapatok vonultak Erdélybe, mire Radu Șerban és Forgách Zsigmond seregei kivonultak a fejedelemségből. 1611. október 10-én, az erdélyi országgyűlés úgy is döntött, hogy Báthory hatalmának a megszilárdulását, követ küldése útján közli a Portával, és a fejedelem ajánlására, Ghiczyt választották követnek. A Portára tartó Ghiczy, 1611 novemberében, Brassóba ment, ahol felvette a kapcsolatot a Báthory uralmával elégedetlen nemesekkel, akik Brassó városába húzódtak vissza. Ghiczy a fejedelem ellenzékével meg is állapodott abban, hogy a Portán mint az ő fejedelemjelöltjük fog fellépni, Báthoryval szemben. Weiss Mihály főbíró 1612. január 27-én, Brassó hűségét fel is mondta a fejedelemnek.
Ghiczy Isztambulban eredményesen fel is lépett Báthory ellen, sikerült elhitetnie azt, hogy a fejedelem át akar állni a Habsburgok oldalára. Ghiczy, a támogatása fejében, megígérte a törököknek Lippa és Jenő várának átadását, továbbá Erdély adójának évi tizenötezer aranyra való felemelését. Mindezek hatására, 1612 májusában, I. Ahmed szultán arról döntött, hogy az erdélyi országgyűlésnek Ghiczyt kell fejedelemnek választania. Ghiczy ezután visszatért Erdélybe, de tervei megvalósításához csak szerény mértékű katonai támogatást kapott, kétezer havasalföldi katonával vonult be Brassóba.
Ghiczy fejedelemjelöltként való visszatérésének hírére, a Báthory uralma alatt jelentős szerepet játszó hajdúknak a vezére, Nagy András ”hajdúgenerális”, felajánlotta Ghiczynek Báthory Gábor megöletését. A fejedelem azonban tudomást szerzett a hajdúvezér pálfordulásáról, és az elfogatott Nagy Andrást 1612. augusztus 12-én lefejeztette.
Báthory le kívánt számolni ellenfeleivel, ezért a hadával Weiss Mihály, valamint Ghiczy ellen vonult, és 1612. október 14-én, Brassó közelében, Földvárnál, legyőzte a seregüket, a főbíró elesett a csatában; Brassó városa azonban nem adta meg magát. Ghiczy a csatatérről a városba menekült, ahonnan később Felső-Magyarországra távozott; Báthory parancsára a Brassót övező Barcaságban kegyetlen megtorlás kezdődött.
Ghiczynek az oszmánok által támogatott fejedelemjelöltsége miatt, Báthory olyan nyomást gyakorolt az erdélyi országgyűlésre, hogy a képviselőtestület 1612. november 20-án arról határozott, követeket küld II. Mátyás királyhoz, ami valóban a Habsburgok felé fordulást, és – de facto – a törökökkel való szakítást jelentette. Ugyanezen az országgyűlésen, Ghiczyt (és Bethlen Gábort, aki már szintén elhagyta Erdélyt) fő- és jószágvesztésre ítélték.
A következő évben (1613), Ghiczy visszatérve Erdélybe, elnyerte Báthory bocsánatát, és ismét a fejedelem bizalmasa lett. A Porta azonban nem tűrte el, hogy az Oszmán Birodalom vazallusának, az Erdélyi Fejedelemségnek az élén, a Habsburgok felé forduló uralkodó álljon: I. Ahmed szultán 1613. május 1-jén Báthory Gábor trónfosztása, és Bethlen Gábor fejedelemsége mellett döntött; Báthory megbízottjai elkésve érkeztek Isztambulba. A török, tatár és havasalföldi csapatok támogatásával visszatérő Bethlent, 1613. október 23-án, az erdélyi országgyűlés Kolozsvárott meg is választotta fejedelemnek; Báthory és Ghiczy már korábban Váradra vonultak vissza.
Ghiczy – feltehetően az új fejedelem kegyének az elnyerése reményében – megszervezte Báthory Gábor megölését, akit a Nagy András kivégzése miatt bosszúszomjas hajdúk 1613. október 27-én, Váradon meg is gyilkoltak. Ghiczy azonban csalatkozott: Bethlen elfogatta, Fogaras várában őriztette, amelynek a kapitánya, Balling János, korábban Báthory bizalmas embere volt: Ghiczyt megkínoztatta, majd 1614-ben – Bethlen tudtával – kivégeztette.

## Szépirodalom
- Móricz Zsigmond: Erdély, Helikon Kiadó, Budapest, 1983

## Film
- Tündérkert (televíziós sorozat, 2023),  - hozzáférés: 2023. november 4.